# Menzel Bouzaiane
Menzel Bouzaiane ou Menzel Bouzaïene (arabe : منزل بوزيان) est une ville du centre de la Tunisie, située à une soixantaine de kilomètres au sud de Sidi Bouzid, en piémont sud de la dorsale tunisienne entre le Djebel Majoura (au nord) et le Djebel Bou Hedma (au sud). Elle se situe sur l'axe Meknassy-Gafsa de la route RN14.
Rattachée au gouvernorat de Sidi Bouzid, elle constitue une municipalité comptant 7 113 habitants en 2014 ; elle est le chef-lieu d'une délégation portant le même nom.